# 西克曼骰子

一對西克曼骰子。左側骰子的相對面點數之和為5，右側骰子的點數之和為9。

西克曼骰子（英語：Sicherman dice）是一對具有非標準數字的六面骰子，其中一面的數字為1、2、2、3、3、4，另一面為1、3、4、5、6、8。它們是唯一一對非常规的正整数六面骰子，且求和的概率分佈與普通骰子相同。它們是由紐約州布法羅市的喬治·西克曼（George Sicherman）於1978年發明。

## 數學

普通（N）和西克曼（S）骰子的總和表格比較。如果允許0，則普通骰子有一個變種（N'），而西克曼骰子有兩個（S'和S"）。每個表格有一个2、两个3、三个4等。

初等組合數學的標準練習是計算用一對公平的六面骰子投擲出任何給定值的方法數（取兩次投擲的總和）。下表列出了投擲給定值n的方法數：
| n      | 2 | 3 | 4 | 5 | 6 | 7 | 8 | 9 | 10 | 11 | 12 |
| 方法數 | 1 | 2 | 3 | 4 | 5 | 6 | 5 | 4 | 3  | 2  | 1  |

疯狂骰子是初等组合数学中的一种数学练习，涉及对一对六面骰子的面进行重新标记，以重现与标准标记相同的和的频率。西克曼骰子是只用正整数重新标注的疯狂骰子。（如果整数不一定是正数，为了得到相同的概率分布，一个骰子每个面上的数字可以减少k，另一个骰子的数字可以增加k，对于任意自然数k，都可以得到无穷多的解法。）
下表列出了用标准骰子和西克曼骰子投擲的所有可能总数。为清晰起見，一个西克曼骰子是彩色的：1-2-2-3-3-4，另一个是全黑的：1-3-4-5-6-8。
|            | 2   | 3       | 4           | 5               | 6                   | 7                       | 8                   | 9               | 10          | 11      | 12  |
| 标准骰子   | 1+1 | 1+2 2+1 | 1+3 2+2 3+1 | 1+4 2+3 3+2 4+1 | 1+5 2+4 3+3 4+2 5+1 | 1+6 2+5 3+4 4+3 5+2 6+1 | 2+6 3+5 4+4 5+3 6+2 | 3+6 4+5 5+4 6+3 | 4+6 5+5 6+4 | 5+6 6+5 | 6+6 |
| 西克曼骰子 | 1+1 | 2+1 2+1 | 1+3 3+1 3+1 | 1+4 2+3 2+3 4+1 | 1+5 2+4 2+4 3+3 3+3 | 1+6 2+5 2+5 3+4 3+4 4+3 | 2+6 2+6 3+5 3+5 4+4 | 1+8 3+6 3+6 4+5 | 2+8 2+8 4+6 | 3+8 3+8 | 4+8 |

## 歷史
西克曼骰子是由由紐約州布法羅市的喬治·西克曼發現，最初由马丁·加德纳在1978年的《科学美国人》一篇文章中報導。
可以對數字進行排列，以使相對面的所有數字對的總和相等，第一個骰子數字總和為5，第二個數字總和為9。
後來，加德納在給西克曼的信中提到，在他認識的一位魔術師預見到了西克曼的發現。

## 數學論證
假設一個標準n面骰子是一個n面體，其面用整數[1,n]標記，使擲出每個數字的概率為1/n。考慮到標準立方體（六面）骰子。投擲這種骰子的生成函數是{\displaystyle x+x^{2}+x^{3}+x^{4}+x^{5}+x^{6}}.該多項式與其自身的乘積就是投擲一對骰子的生成函數：{\displaystyle x^{2}+2x^{3}+3x^{4}+4x^{5}+5x^{6}+6x^{7}+5x^{8}+4x^{9}+3x^{10}+2x^{11}+x^{12}}.
根据循环多项式理论，我们知道
{\displaystyle x^{n}-1=\prod _{d\,\mid \,n}\Phi _{d}(x).}
其中d是n的除数，{\displaystyle \Phi _{d}(x)}是第d个循环多项式，且
{\displaystyle {\frac {x^{n}-1}{x-1}}=\sum _{i=0}^{n-1}x^{i}=1+x+\cdots +x^{n-1}}.
因此，我們推導出單個n面規範骰子的生成函數為
{\displaystyle x+x^{2}+\cdots +x^{n}={\frac {x}{x-1}}\prod _{d\,\mid \,n}\Phi _{d}(x)}
且{\displaystyle \Phi _{1}(x)=x-1}被排除。因此六面標準骰子的生成函數可被因式分解為
{\displaystyle x\,\Phi _{2}(x)\,\Phi _{3}(x)\,\Phi _{6}(x)=x\;(x+1)\;(x^{2}+x+1)\;(x^{2}-x+1)}.
投擲两個骰子的生成函数是每个因子的两个副本的乘积。我们怎样才能将它们分割成两个点数不是传统排列的合規骰子呢？这里的「合規」是指骰子的系数都是非负数且总和为6，这样每个骰子就有六个面，每个面上至少有一个点。(也就是说，每个骰子的生成函数必须是多项式p(x)，且系数为正，p(0)=0，p(1)=6。）
僅存在一種這樣的情況：
{\displaystyle x\;(x+1)\;(x^{2}+x+1)=x+2x^{2}+2x^{3}+x^{4}}
和
{\displaystyle x\;(x+1)\;(x^{2}+x+1)\;(x^{2}-x+1)^{2}=x+x^{3}+x^{4}+x^{5}+x^{6}+x^{8}}
這樣，一對西克曼骰子上的點數分佈如上所述，分別為{1,2,2,3,3,4}和{1,3,4,5,6,8}。
这种方法可以扩展到任意边数的骰子。

## 延伸閱讀
- Broline, D., , Mathematics Magazine (Mathematics Magazine, Vol. 52, No. 5), 1979, 52 (5): 312–315, JSTOR 2689786, doi:10.2307/2689786

- Brunson, B. W.; Swift, Randall J., , Mathematical Spectrum, 1998, 30 (2): 34–36

- Fowler, Brian C.; Swift, Randall J., , College Mathematics Journal (The College Mathematics Journal, Vol. 30, No. 3), 1999, 30 (3): 204–208, JSTOR 2687599, doi:10.2307/2687599

- Gallian, J. A.; Rusin, D. J., , Discrete Mathematics, 1979, 27 (3): 245–259, MR 0541471, doi:10.1016/0012-365X(79)90161-4

- Gardner, Martin, , Scientific American, 1978, 238 (2): 19–32, doi:10.1038/scientificamerican0278-19

- Newman, Donald J. . Springer-Verlag. 1998. ISBN 0-387-98308-2.

## 外部連結
- Mathworld's Information Page （页面存档备份，存于）

本條目含有来自PlanetMath《Crazy dice》的內容，版权遵守知识共享协议：署名-相同方式共享协议。